# سید شکرالله زینلی
شکرالله زینلی (زاده ۱۳۱۹ بهبهان) معلم و سیاست‌مدار ایرانی است، که در ادوار اول و چهارم مجلس شورای اسلامی به‌عنوان نماینده بهبهان از استان خوزستان در مجلس حضور داشت. وی در دوره‌ای نیز ریاست آموزش و پرورش شهرستان بهبهان را برعهده داشت.